# 中國電信（澳門）
中國電信（澳門）有限公司，通称中國電信（澳門），是中國電信在澳門的子公司，經營澳門唯一一個CDMA網絡。
中國電信（澳門）有限公司於2004年10月15日在澳門註冊成立，前身為中國聯通（澳門）有限公司。由於中國電信業者重組，2008年11月更名為中國電信（澳門）有限公司，是中國第一家在境外建設通信網絡並成功運營的電信運營商。目前主要經營移動通信服務和綜合資訊服務，是澳門流動網絡商之一。2022年市佔率超過35%，為澳門第二大流動電訊商。

中國電信（澳門）有限公司於2005年10月18日正式開通CDMA移動網路，提供漫遊服務；2006年10月18日，正式開通本地業務；2007年10月18日，正式開通3G業務；2015年11月25日，正式開通4G業務；2022年12月23日起提供5G服務。

## 功能
1. 本澳4G/LTE[6]及5G上網服務
2. 4G高清语音功能（VoLTE）[7]

## 月费计划
1. 两地通月费计划[8]
2. 三地通月费计划[9]
3. 學生三地通任用计划

## 预付卡
1. 大湾区预付卡[11]
2. easy+预付卡[12]

## 外部連結
- 中國電信（澳門）有限公司（页面存档备份，存于）